# 杉並アニメーションミュージアム
杉並アニメーションミュージアム（すぎなみアニメーションミュージアム）は、東京都杉並区上荻にあるアニメーションに関する総合博物館である。運営は一般社団法人日本動画協会。命名権公募により、2018年9月からは「東京工芸大学杉並アニメーションミュージアム」と呼称されている。

## 概要
もともと杉並区の施設として2003年5月に開館した「杉並アニメ資料館」を拡充して、2005年3月5日に改称・再開館した。三鷹の森ジブリ美術館のような特定の作家の博物館ではなく、アニメーション全般を対象とする博物館としては、日本で初めての施設である。杉並区が地場産業としてアニメを応援しようという想いで創立した。
アニメの歴史や制作過程などについての展示、ライブラリーに保有するアニメ作品の上映を行うほか、アフレコや効果音などのアニメ制作の過程を体験することができる。
また、著名な漫画家やアニメーション作家が亡くなった際には追悼展示会などを開催することもある。過去には上田トシコ、逢坂浩司の追悼展示会が開催された例がある。
館長は2021年4月1日より、吉田力雄が就任。前任の館長はアニメーション作家の鈴木伸一。鈴木前館長は藤子不二雄作品に登場する小池さんのモデルとしても有名である。吉田は東京ムービー（その後、トムス・エンタテインメント）で制作進行やプロデューサー業務に携わっていた経験から業界に知己が多く、業界団体の役員も務めていた。
入館は無料であるが、杉並区は2018年に命名権を開放する形での支援先探しを行った。区の希望契約額は年間500万円で、期間は3～5年。「杉並アニメーションミュージアム」は残してその前後にスポンサー名などを入れる条件で、アニメ制作会社は対象外。公募の結果、東京工芸大学が5年の契約期間（2018年 - 2023年）で命名権を取得した。満了となった2023年8月以後も引き続き東京工芸大学の名称を冠して営業を行っていることから、契約期間を更新・延長したとみられる。

## アクセス
- 所在地：東京都杉並区上荻3-29-5 杉並会館3階
- 開館時間：10:00 - 18:00(最終入館17:30)
- 休館日：毎週月曜日および年末年始（12月28日 - 1月4日）。ただし、月曜日が祝祭日の場合はその翌日。
- 入館料：無料